# Glypta curta
Glypta curta là một loài tò vò trong họ Ichneumonidae.